# Avon Championships of Detroit 1980
Avon Championships of Detroit 1980  — жіночий тенісний турнір, що відбувся на закритих кортах з килимовим покриттям Cobo Hall & Arena в Детройті (США) в рамках циклу Avon Championships 1980. Турнір відбувся вдев'яте і тривав з 18 до 24 лютого 1980 року. Друга сіяна Біллі Джин Кінг здобула титул в одиночному розряді й отримала за це 35 тис. доларів США.

## Фінальна частина

### Одиночний розряд
Біллі Джин Кінг —  Івонн Гулагонг Коулі 6–3, 6–0
- Для Кінг це був перший титул за сезон і 124-й — за кар'єру.

### Парний розряд
Біллі Джин Кінг /  Ілана Клосс —  Кеті Джордан /  Енн Сміт 3–6, 6–3, 6–2

## Розподіл призових грошей
| Дисципліна       | П       | F       | 3-тє   | 4-те   | ЧФ     | 1/8    | 1/16   | 1/32 |
| Одиночний розряд | $35,000 | $17,000 | $9,000 | $8,800 | $4,250 | $2,100 | $1,000 | $500 |